# 명성대정탐
《명성대정탐》(중국어: 明星大侦探, 병음: Míngxīng dà zhēntàn)은 중국의 추리 버라이어티 프로그램으로, 대한민국의 텔레비전 프로그램 《크라임씬》을 리메이크한 것이다.

## 에피소드 목록

### 시즌 1
| 에피소드 | 방영일          | 주제                           | 탐정                                     | 용의자                                               | 범인     | 결과      |
| -------- | --------------- | ------------------------------ | ---------------------------------------- | ---------------------------------------------------- | -------- | --------- |
| 0        | 2016년 3월 27일 | 名偵探的聚集                   | 허지옹, 사베이닝, 오영결, 왕오우, 교진우 | -                                                    | -        | -         |
| 1        | 2016년 4월 4일  | 網紅校花的墜落                 | 사베이닝                                 | 허지옹, 왕오우, 교진우, 오영결, 바이징팅             | 오영결   | 검거 성공 |
| 2        | 2016년 4월 10일 | 沖不上的雲霄                   | 사베이닝                                 | 허지옹, 왕오우, 오영결, 바이징팅, 다장웨이           | 허지옹   | 검거 실패 |
| 3        | 2016년 4월 17일 | 男團鮮肉的戰爭                 | 오영결                                   | 허지옹, 사베이닝, 바이징팅, 다장웨이, 진약헌         | 진약헌   | 검거 실패 |
| 4        | 2016년 4월 24일 | 인어의 눈물 (人魚之淚)         | 허지옹                                   | 사베이닝, 왕오우, 오영결, 오우양나나, 류하오란       | 왕오우   | 검거 성공 |
| 5        | 2016년 5월 1일  | 消失的新郎                     | 사베이닝                                 | 허지옹, 왕오우, 오영결, 다장웨이, 장약윤             | 허지옹   | 검거 실패 |
| 6        | 2016년 5월 8일  | 瘋狂的鬱金香                   | 왕오우                                   | 허지옹, 사베이닝, 오영결, 쑨젠, 위대훈               | 쑨젠     | 검거 성공 |
| 7        | 2016년 5월 15일 | 응답하라 1998 (請回答1998)     | 허지옹                                   | 사베이닝, 왕오우, 오영결, 바이징팅, 차이캉용         | 사베이닝 | 검거 성공 |
| 8        | 2016년 5월 22일 | 都是漂亮惹的禍                 | 바이징팅                                 | 허지옹, 사베이닝, 왕오우, 오영결, 장약윤             | 장약윤   | 검거 성공 |
| 9        | 2016년 5월 29일 | 决战欧冠之巅                   | 사베이닝                                 | 허지옹, 왕오우, 오영결, 바이징팅, 교진우             | 왕오우   | 검거 실패 |
| 10       | 2016년 6월 5일  | 英雄不联盟                     | 오영결                                   | 허지옹, 사베이닝, 바이징팅, 다장웨이, 잭슨           | 다장웨이 | 검거 성공 |
| 11       | 2016년 6월 12일 | 帅府有鬼                       | 허지옹                                   | 사베이닝, 왕오우, 오영결, 다장웨이, 옌야룬           | 다장웨이 | 검거 실패 |
| 12       | 2016년 6월 19일 | 命運的巨輪                     | 다장웨이                                 | 허지옹, 사베이닝, 왕오우, 오영결, 바이징팅, 다장웨이 | 사베이닝 | 검거 실패 |
| 13       | 2016년 6월 23일 | 시즌 1 시상식 (第一季頒獎典禮) | -                                        | -                                                    | -        | -         |